# معركة طريق لاكورونيا الثانية
المعركة الثانية لطريق لا كورونيا (بالإسبانية: Segunda batalla de la carretera de La Coruña)‏ هي إحدى معارك الحرب الأهلية الإسبانية التي جرت في الفترة من 13 ديسمبر 1936 إلى 15 يناير 1937 في فيلانويفا دي لا كانادا وبواديلا ديل مونتي شمال غرب مدريد. حيث شن القوميون هجومًا في ديسمبر 1936 لقطع طريق كورونا وعزل مدريد، لكن الهجوم الجمهوري المضاد أوقف تقدم القوميون. قطع القوميون طريق كورونا لكنهم فشلوا في تطويق مدريد.

## البداية
وصلت نتائج معركة مدريد في نوفمبر 1936 إلى طريق مسدود، بما فيها معركة طريق لاكورونيا الأولى، حيث فشل القوميون بقيادة فرانكو في الاستيلاء على المدينة. ثم بدأوا في محاصرتها بهدف قطع صلاتها مع بقية إسبانيا. قرر فرانكو مهاجمة المدينة من الشمال الغربي من أجل قطع إمدادات المياه والكهرباء من سييرا دي غواداراما وتطويق المدينة. فالخطة كانت كسر الجبهة في فيلانويفا دي لا كانادا وبواديلا ديل مونتي ثم التقدم عبر المرتفعات التي تم تطهيرها إلى طريق لا كرونيا السريع، واحتلال بلدات المحيطة بها وصولاً إلى نهر مانزاناريس.
وبعد هجومهم الفاشل في نوفمبر استدعى القوميون قوة قوامها 17,000 جندي، بقيادة الجنرال أورجاز بأربعة ألوية متحركة (بقيادة غارسيا إسكاميز وبارون وساينز دي بورواغا وموناستيريو)، بدعم من المدفعية الثقيلة وقاذفات القنابل يونكرز يو 52. كان للجيش الجمهوري بضعة كتائب بقيادة لويس بارسيلو.

## المعركة

### هجوم المتمردين
بدأ هجوم القوميين بقصف مدفعي ثقيل في 14 ديسمبر واحتلت قوات فرانكو بلدة بواديلا ديل مونتي. كإجراء مضاد أرسل الجمهوريون مفرزة من الدبابات الروسية بقيادة الجنرال بافلوف ولواءين دوليين (XII و XIV) إلى بواديلا واسترجعوها. ومع ذلك فقد أصبحوا معزولين عن المدينة بسبب الهجمات القوميين المضادة، فاتخذوا موقفًا دفاعيًا. وبعدها قرر العقيد أورجاز وقف الهجوم في 19 ديسمبر بعد أن كسب بضعة كيلومترات.

### معركة الضباب
قرب نهاية ديسمبر تلقى أورجاز تعزيزات فقرر إعادة شن الهجوم في 3 يناير. أصبح هذا الهجوم معروفًا باسم معركة الضباب. أعادت القيادة الجمهورية العليا نشر وحداتها في قطاع بوزويلو-برونيتي. وكان للجمهوريين فيلق بقيادة الجنرال مياخا بخمس فرق (بقيادة نينو نانيتي وموديستو والكولونيل بيريا وأدولفو برادا وغالان) لكن كان لديهم القليل من الذخيرة أو الإمدادات.
مع تقدم القوميين على الجانب الأيمن انهارت أمامها القوات الجمهورية، وتقدم بارون من بواديلا ووصل إلى لاس روزاس في 4 يناير. لكن في بوزويلو، تمكنت فرقة موديستو الجمهورية المكونة من أربعة ألوية مختلطة بقيادة إل كامبيسينو ولويس بارسيلو وغوستافو دوران وسيبريانو ميرا من الصمود في المقدمة. علاوة على ذلك أدى الضباب الكثيف إلى إبطاء تقدم القوميين. وفي 5 يناير ركزت القوات القومية بقيادة فاريلا مدافعه الثمانية من 105 و 155 ملم والدبابات والطائرات على بوزويلو. فانهارت القوات الجمهورية وهربت في حالة من الفوضى، على الرغم من أن ست دبابات روسية من طراز تي-26 دمرت 25 دبابة بانزر الألمانية. مع تشتت القوات الجمهورية دون اتصال وبدون ذخيرة، حاول مياخا إعادة تجميع لواء ليستر واللواء الدولي الرابع عشر على أفضل وجه ممكن.
وصلت الطوابير القومية إلى طريق كورونيا في لاس روزاس وحاصرت بوزويلو. فطلب من القوات الجمهورية في الكتيبة الألمانية ثيلمان التابعة للواء الرابع عشر الدولي بالاحتفاظ بلاس روزاس وعدم التراجع. في 7 يناير تعرضت المدينة لقصف شديد من قبل القوات القومية وتكبدت كتيبة ثيلمان فيما بعد خسائر مروعة، حيث نجا 35 رجلاً فقط. كما زعم المؤرخ هيو توماس أن العديد من الجرحى قتلوا على يد النظاميين المغاربة.

### الهجوم الجمهوري المضاد
ما أن دخل 9 يناير حتى كان القوميون قد أخذوا سبعة أميال من طريق كورونا من بويرتا دي هييرو إلى لاس روزاس. وفي 10 يناير بدأ الجمهوريون هجومًا مضادًا في ضباب وبرودة شديدة، فاسترد اللواء الدولي الثاني عشر أراض إلى الغرب من مدريد مثل بلدات ماخاداهوندا وفيلانويفا وبوزويلو وبواديلا. وفي 15 يناير استنفد كلا الجانبين طاقتهما وتوقفت المعركة.

## ما بعد المعركة
تمكن القوميون من قطع طريق كورونا، لكنهم لم يستطيعوا تطويق مدريد من الجهة الغربية. وقد عانى الطرفان من حوالي 15,000 قتيل وجريح. بعد معركة طريق كورونا الثالثة في يناير 1937 بنتائج مماثلة، كانت المحاولة القومية التالية لتطويق مدريد هي معركة خاراما، التي جرت بين 6 و 27 فبراير.